# Nikolai Tîrsa
Nikolai Andreevici Tîrsa (rusă Николай Андреевич Тырспа) (n. 9 mai (27 aprilie stil vechi) 1887 , d. 10 februarie 1942 la Vologda a fost un pictor rus.
¨
1. 1 2  The Fine Art Archive, accesat în 1 aprilie 2021
2. ↑  Nikolai Andreevich Tyrsa, RKDartists, accesat în 9 octombrie 2017
3. 1 2  Тырса Николай Андреевич, Marea Enciclopedie Sovietică (1969–1978)[*]
4. ↑  Nikolay Tyrsa, Tyrsa, Nikolay[*]
5. 1 2  RKDartists, accesat în 3 martie 2018